# Vasile Varga (deputat)
Vasile Varga (n. 3 ianuarie 1955) este un fost politician român, deputat ales în legilsaturile 2012-2016 și 2016-2020.